# Пея (окръг Пафос)
Пѐя (на гръцки: Πέγεια) е село в Кипър, окръг Пафос. Според статистическата служба на Република Кипър през 2001 г. селото има 3953 жители.
Намира се на 14 км северно от Пафос.